# Hondsvissen
Hondsvissen (Umbridae) vormen een kleine familie van vissen uit de orde van de Snoekachtigen (Esociformes).

## Kenmerken
De vissen zijn gedrongener dan de grotere vissen van de Snoekachtigen. De kop en romp zijn met grote ronde schubben bedekt. De vissen zijn 8 tot 33 centimeter lang. Vissen uit deze familie hebben een zwemblaas en kunnen ook atmosferische lucht ademen.

## Leefwijze
Ze voeden zich met kleine ongewervelden als insecten, kreeftachtigen en weekdieren.

## Verspreiding en leefgebied
Ze worden aangetroffen in Noord-Amerika in Alaska, de staat Washington en het gebied rond de Grote Meren. Ook in de Saint Lawrencerivier en de rivieren die van de Appalachen naar de Atlantische Oceaan stromen. De soort Umbra krameri wordt aangetroffen in Europa. 

## Voortplanting
De vissen leggen hun eieren tussen waterplanten en wortels.
Hondsvissen hebben een verschillend aantal chromosomen, 22 tot 78.

## Fossielen
Fossiele resten van deze familie stammen uit het Eoceen in Europa en het Oligoceen in Noord-Amerika.

## Taxonomie
Volgens ITIS en FishBase bestaat de familie uit drie geslachten en 7 soorten:
- Dallia Bean, 1880
- Novumbra Schultz, 1929
- Umbra Kramer in Scopoli, 1777